# 佩德納萊斯 (阿馬庫羅三角洲州)
佩德納萊斯（Pedernales）是委內瑞拉的城鎮，由阿馬庫羅三角洲州負責管轄，位於該國東北部，始建於1858年，海拔高度15米，每年平均降雨量約2,000毫米，2001年人口172,892。